# Commandos (serie)
Commandos è una serie di videogiochi  tattici in tempo reale (RTT) del tipo stealth, sviluppati da Pyro Studios e pubblicati dalla Eidos Interactive. I primi quattro episodi sono caratterizzati da una grafica a due dimensioni molto dettagliata, visuale dall'alto e controllo via mouse, mentre l'ultimo si differenzia dagli altri poiché è uno sparatutto in prima persona. 

## Serie
- Commandos: Dietro le linee nemiche (Commandos: Behind Enemy Lines) - 1998
- Commandos: Quando il dovere chiama (Commandos: Beyond the Call of Duty) - 1999
- Commandos 2: Men of Courage - 2001
- Commandos 3: Destination Berlin - 2003
- Commandos: Strike Force - 2006
- Commandos 2: HD Remaster - 2022
- Commandos 3: HD Remaster - 2022
- Commandos: Origins - 2024